# Gare de Varennes-sur-Fouzon
Gare de Varennes-sur-Fouzon vasútállomás Franciaországban, Varennes-sur-Fouzon településen.

## Vasútvonalak
Az állomást az alábbi vasútvonalak érintik:
- Le Blanc–Argent-sur-Sauldre-vasútvonal

## Kapcsolódó állomások
A vasútállomáshoz az alábbi állomások vannak a legközelebb:
- Gare de Valençay
- Gare de Chabris